# Abramo Freschi
Abramo Freschi (Pagnacco, 8 giugno 1913 – Pordenone, 10 febbraio 1996) è stato un vescovo cattolico italiano.

## Biografia
Monsignor Abramo Freschi nacque a Pagnacco l'8 giugno 1913 ed era il primo di quattro fratelli.

### Formazione e ministero sacerdotale
Entrò nel seminario arcivescovile di Castellerio di all'età di dodici anni. Il 18 luglio 1937 fu ordinato presbitero. Intraprese l'insegnamento di religione presso alcune scuole superiori di Udine (Stellini, Marinelli, Percoto), città che lo vide attivo, in qualità di cappellano, anche nella parrocchia del Santissimo Redentore. Si iscrisse quindi alla Facoltà di diritto della Pontificia Università Lateranense di Roma, ma si vide costretto a sospendere ripetutamente gli studi per i molteplici impegni cui dovette far fronte, in primis l'assistenza alla cittadinanza udinese durante il terribile periodo di occupazione tedesca e annessione al Reich e nel successivo dopoguerra, quando l'arcidiocesi gli affidò l'incarico di assistenza ai reduci e il comune di Udine lo designò presidente dell'Ente di assistenza. Nel 1951 papa Pio XII lo nominò monsignore, poi nel 1953 Freschi si laureò. La sua intraprendenza in campo sociale (numerosi gli enti e gli istituti diocesani che lo videro coinvolto in prima persona) ebbe un'eco anche fuori regione: nel 1955 venne infatti nominato delegato della Pontificia opera di assistenza (POA) per le diocesi del Triveneto e nel 1963 ne divenne presidente per nomina di papa Paolo VI, a pochi giorni dal disastro del Vajont, la prima di numerose calamità che videro monsignor Freschi impegnato a soccorrere i bisognosi lungo l'intera penisola. Lo stesso anno assunse anche la direzione generale dell'Opera nazionale assistenza religiosa morale operai (ONARMO), attivando molteplici iniziative assistenziali e caritative e promuovendo inoltre studi e convegni sull'argomento. Già vicepresidente per l'Europa di Caritas internationalis, alla fine del 1968 propose l'istituzione di Caritas Italiana, movimento di solidarietà internazionale che presiedette fino alla nomina episcopale.

### Ministero episcopale
Il 20 luglio 1970 papa Paolo VI lo nominò vescovo coadiutore e amministratore apostolico sede plena di Concordia e vescovo titolare di Nasbinca, per affiancare il malato e anziano vescovo di Concordia Vittorio De Zanche nel governo della diocesi. Ricevette l'ordinazione episcopale il 13 settembre successivo nella cattedrale di Udine dal cardinale Ildebrando Antoniutti, prefetto della Congregazione per i religiosi e gli istituti secolari, co-consacranti l'arcivescovo metropolita di Udine Giuseppe Zaffonato e il vescovo ausiliare di Venezia Giuseppe Olivotti.
Traghettò la diocesi verso la nuova intitolazione di Concordia-Pordenone, avvenuta il 12 gennaio 1971, trasferendo nel 1974 la sede vescovile da Portogruaro a Pordenone, da poco assurta a capoluogo di provincia.
Grazie anche alla sua precedente esperienza negli organismi assistenziali, si adoperò con efficacia in occasione del terremoto del Friuli del 1976.
Succedette al governo pastorale della diocesi il 14 aprile 1977, giorno della morte di monsignor Vittorio De Zanche. Trasferita la cattedra, si rendeva necessaria anche una nuova casa per gli uffici diocesani: in poco tempo Freschi riuscì nell'impresa di erigere il Centro diocesano di attività pastorali, inaugurato nel 1989 a conclusione delle celebrazioni per i 1600 anni della diocesi. Il complesso, progettato dall'architetto di Bressanone Othmar Barth in uno stile moderno dal segno forte e geometrico, comprende, oltre all'episcopio e alla curia, gli uffici di varie associazioni cattoliche, una cappella, la sede del settimanale diocesano "Il Popolo", l'archivio diocesano, il museo diocesano e vari appartamenti per i sacerdoti; fino al 2016 ha anche ospitato parte della biblioteca del seminario.
Il 19 luglio 1989 papa Giovanni Paolo II accettò la sua rinuncia al governo pastorale della diocesi per raggiunti limiti di età. Nel 1991 venne insignito del premio San Marco.
Morì all'ospedale di Pordenone il 10 febbraio 1996. Inizialmente sepolto nel cimitero di Pordenone, la sua salma fu successivamente traslata nella cappella del Centro diocesano di attività pastorali.
Nella piazzetta a lui dedicata a Pordenone è stata collocata una statua dello scultore Giorgio Igne.

## Genealogia episcopale
La genealogia episcopale è:
- Cardinale Scipione Rebiba
- Cardinale Giulio Antonio Santori
- Cardinale Girolamo Bernerio, O.P.
- Arcivescovo Galeazzo Sanvitale
- Cardinale Ludovico Ludovisi
- Cardinale Luigi Caetani
- Cardinale Ulderico Carpegna
- Cardinale Paluzzo Paluzzi Altieri degli Albertoni
- Papa Benedetto XIII
- Papa Benedetto XIV
- Papa Clemente XIII
- Cardinale Marcantonio Colonna
- Cardinale Giacinto Sigismondo Gerdil, B.
- Cardinale Giulio Maria della Somaglia
- Cardinale Carlo Odescalchi, S.I.
- Cardinale Costantino Patrizi Naro
- Cardinale Serafino Vannutelli
- Cardinale Domenico Serafini, Cong. Subl. O.S.B.
- Cardinale Pietro Fumasoni Biondi
- Cardinale Ildebrando Antoniutti
- Vescovo Abramo Freschi